# Región de Logone Occidental
Logone Occidental es una de las 23 regiones de Chad (Decretos n.º 415/PR/MAT/02 y 419/PR/MAT/02), y su capital es Moundou. Se estableció a partir de la antigua prefectura de Logone Occidental.

## Subdivisiones
La región de Logone Occidental está dividida en 4 departamentos:
| Departamento | Capital   | Subprefecturas                                                 |
| ------------ | --------- | -------------------------------------------------------------- |
| Dodjé        | Beinamar  | Beinamar, Laoukassy, Tapol, Beissa                             |
| Guéni        | Krim Krim | Krim Krim, Bao, Bemangra, Doguindi                             |
| Lac Wey      | Moundou   | Moundou, Bah, Deli, Dodinda, Mbalkabra, Mballa Banyo, Ngondong |
| Ngourkosso   | Benoye    | Bebalem, Beladjia, Benoye, Bourou, Beriki, Saar Gogne          |

## Demografía
La población de la región era de 683.293 habitantes en 2009.
El grupo étnico ngambai representa más del 90 % de la población del territorio.

## Economía
Agricultura de subsistencia y el cultivo del algodón.